# Olof Hanson (industriman)
Olof Hanson, född den 3 juni 1882, på gården "Hans Backe", Tännäs i Härjedalen, död den 4 juni 1952, var en svensk affärs- och industriman. Han var svensk konsul i Prince Rupert, British Columbia, Kanada, från år 1924. Han hade stora företag i timmerbranschen med säte i staden Prince Rupert vid Kanadas stillahavskust där han även bedrev stora affärer med fisk och fiskkonserver. Han är mest känd för att han 1929 köpte G'psgolox totempåle som han sedan donerade till Etnografiska museet i Stockholm. 

## Bakgrund
Olof Hanson var äldst av nio syskon. När han var 20 år år 1902 var han timmerhuggare och fick låna pengar för att resa till USA. Han reste med brodern Ingebrikt och en kamrat. Kvar i Sverige blev hans gravida flickvän Karin. Karin skulle komma efter men så blev det aldrig. Hon födde dottern Karolina i Sverige och Olof sände regelbundet pengar. Efter några år hamnade han i Kanada och blev involverad i järnvägsbyggen vilket gav honom smeknamnet "Tie" (sliper). Han gifte sig med Martha och de fick barnen Olof (född 1913) och Linnea (1911-2011).